# Cytospora corni
Cytospora corni är en svampart som beskrevs av Westend. 1890. Cytospora corni ingår i släktet Cytospora och familjen Valsaceae.   Inga underarter finns listade i Catalogue of Life.